# Biełyj Jar
Biełyj Jar (ros. Белый Яр) – osiedle typu miejskiego w azjatyckiej części Rosji, we wchodzącym  w skład tego państwa Chanty-Mansyjskim Okręgu Autonomicznym – Jugrze, położonym na zachodniej Syberii.
Osada 14 656 liczy  mieszkańców (1 stycznia 2010 r.), głównie Rosjan i innych europejskich osadników. Niewielki udział w populacji miasta mają też rdzenni mieszkańcy Okręgu – Chantowie i Mansowie.